# Schedorhinotermes rectangularis
Schedorhinotermes rectangularis es una especie de termita subterránea del género Schedorhinotermes, de la familia Rhinotermitidae, orden Blattodea.

## Distribución
Se distribuye por Tailandia.

## Taxonomía
Fue descrita por Ahmad en 1965.
Tratamiento taxonómico
La especie aparece registrada y publicada en Termites (Isoptera) of Thailand. Bulletin of the American Museum of Natural History 131, 1–113.